# 厳選テーブルゲーム
厳選テーブルゲームは、ハドソンより発売されているコンピュータテーブルゲームのシリーズ。開発は悠紀エンタープライズ。

## Wi-Fi対応 厳選テーブルゲームDS
ワイヤレス対戦およびニンテンドーWi-Fiコネクションでのネット対戦に対応。

### 収録ゲーム
- 麻雀
- リバーシ
- 囲碁
- 花札（花合わせ）
- 大富豪
- 連珠

## 厳選テーブルゲームWii
ローカルおよびニンテンドーWi-Fiコネクションでのネット対戦が可能だが、麻雀、花札、 コントラクトブリッジ、大富豪は1人用である。

### 収録ゲーム
- 麻雀
- 将棋
- 囲碁
- 連珠
- チェス
- バックギャモン
- リバーシ
- 花札（花合わせ）
- コントラクトブリッジ
- 大富豪